# ولسن رودريغيز فونسيكا
ولسن رودريغيز فونسيكا (بالبرتغالية: Wilson Rodrigues Fonseca‏) (21 مارس 1985 في أراراس في البرازيل – )؛ هو لاعب كرة قدم كان يلعب كمهاجم.

## وصلات خارجية
- ولسن رودريغيز فونسيكا على موقع رابطة كرة القدم اليابانية للمحترفين (اليابانية)
- ولسن رودريغيز فونسيكا على موقع قاعدة بيانات كرة القدم.إي يو (الإنجليزية)
- ولسن رودريغيز فونسيكا على موقع Soccerway.com (الإنجليزية)
- ولسن رودريغيز فونسيكا على موقع عالم كرة القدم.نت (الإنجليزية)